# Городейский сахарный комбинат
Городейский сахарный комбинат (бел. Гарадзейскі цукровы камбінат) — белорусское предприятие пищевой промышленности, расположенное в городском посёлке Городея Несвижского района Минской области, один из четырёх сахарных заводов в Республике Беларусь.

## История
Основан в 1956 году, начал работу 26 декабря 1959 года. Первоначально назывался «Второй белорусский сахарный завод», в 1960 году переименован в Городейский сахарный завод. В первые годы работы завод перерабатывал до 1,5 тыс. т сахарной свеклы в сутки и мог производить до 150 т сахара. В 1971 году завод освоил производство сахара из сахара-сырца, импортируемого из Кубы. В 1976 году преобразован в комбинат. В 1956—1957 годах подчинялся Главному управлению сахарной промышленности Министерства промышленности продовольственных товаров СССР, в 1957—1965 годах — в системе Совета народного хозяйства БССР, в 1965—1985 годах — в системе Министерства пищевой промышленности БССР, в 1985—1990 годах — в системе Госагропрома БССР, в 1990—1991 годах подчинялся Госкомитету БССР по сельскому хозяйству и продовольствию, в 1991—1992 годах — Министерству сельского хозяйства и продовольствия БССР (затем — Республики Беларусь).
В 1996 году преобразован в открытое акционерное общество. В 1997—2000 годах завод был модернизирован. В результате акционирования большая часть акций перешла в частные руки, но в 2000-е годы государство вернуло контроль над предприятием. В 2019 году доля государства составила 100%. В 2005 году перерабатывал до 6,5 тыс. т сахарной свеклы в сутки и мог производить до 1 тыс. т сахара из сахарной свеклы и 1,1 тыс. т из импортируемого сахара-сырца.

## Современное состояние
В 2018 году выручка составила 246 млн руб. (ок. 115 млн долларов), в 2019 году — 198 млн руб. (ок. 92 млн долларов). В 2018 году чистый убыток составил 12,7 млн руб. (6 млн долларов), в 2019 году чистая прибыль составила 5,6 млн руб. (2,5 млн долларов). В 2019 году на комбинате работало 1047 человек. По итогам 2020 года комбинат показал плохие финансовые результаты, и аудиторы усомнились в перспективах дальнейшей работы компании в связи со значительными накопленными убытками, результатом чего стало выделение Советом Министров трём сахарным заводам целевого кредита на сумму в 120 млн руб. (ок. 45 млн долларов). Отмечалось, что финансовые результаты предприятия формально улучшаются из-за переноса курсовых разниц на будущее.
Помимо сахара-песка, производит побочные продукты — мелассу (свекловичную патоку), жом (сырой и сухой гранулированный), фильтрационный осадок (дефекат).

## Спорт
Комбинат спонсировал футбольный клуб «Городея» (2004—2021). В декабре 2020 года комбинат вышел из состава учредителей этого клуба.